# Brezovica (Štrpce)
Pour les articles homonymes, voir Brezovica.
Brezovica en serbe latin et Brezovicë en albanais (en serbe cyrillique : Брезовица) est une localité du Kosovo ainsi qu'une station de ski située dans la commune/municipalité de Štrpce/Shtërpcë, district de Ferizaj/Uroševac (Kosovo) ou district de Kosovo (Serbie). Selon le recensement kosovar de 2011, elle compte 68 habitants.
Brezovica est située dans le sud du Kosovo.

## Géographie
Brezovica est située dans le nord-est des Monts Šar, dans le bassin de la rivière Lepenac. La station de ski de Brezovica est situé entre 900 m et 2 500 m d'altitude, 14km au Sud du village.

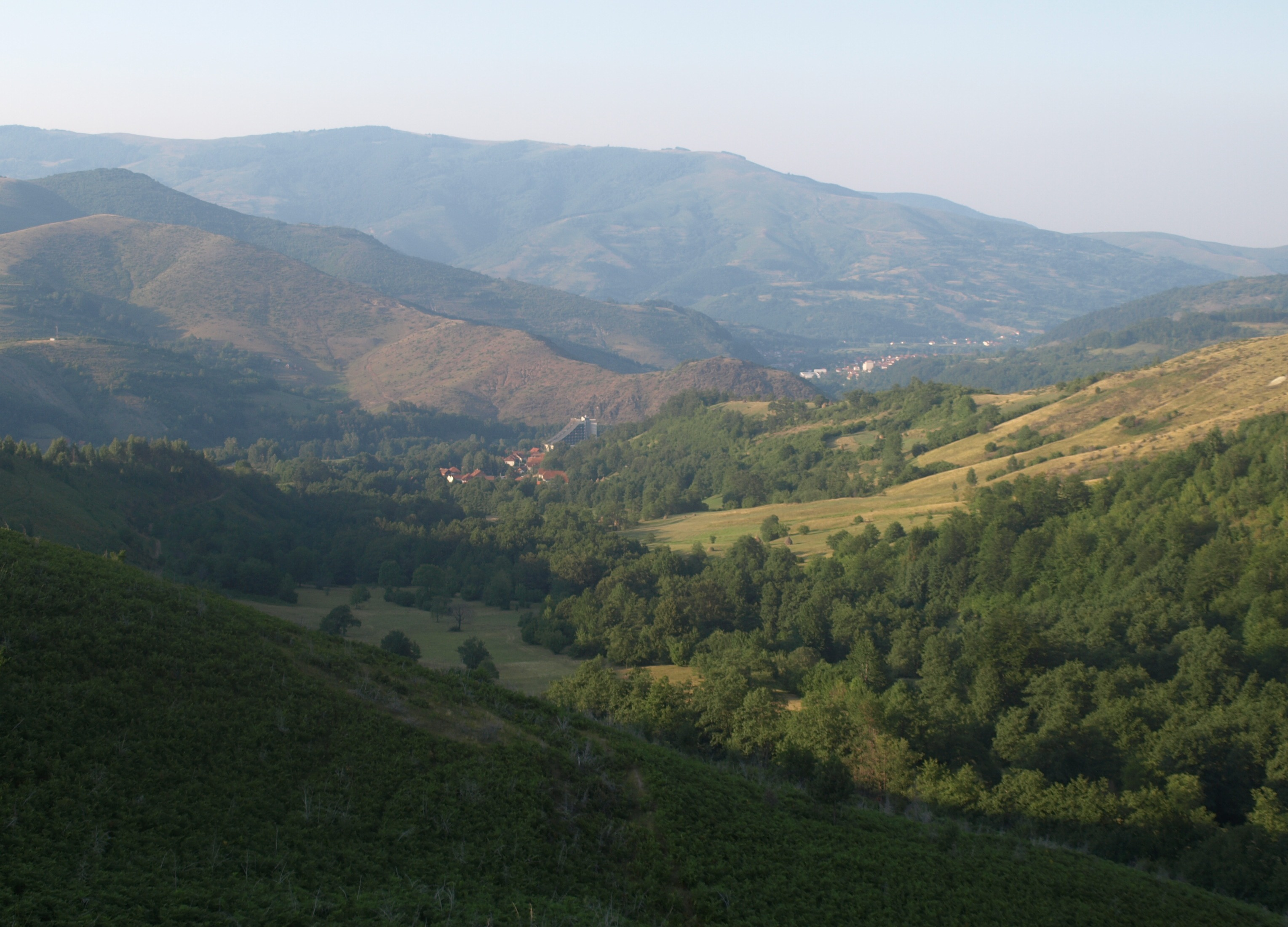
Vue de Brezovica/Brezovicë

## Histoire
Sur le territoire du village se trouvent les ruines de la forteresse de Gradište-Čajlije qui remontent au Moyen Âge ; mentionnées par l'Académie serbe des sciences et des arts, elles sont inscrites sur la liste des monuments culturels du Kosovo.

## Station de ski
La station, située sur le territoire du parc national des Monts Sharr/Šar, offre depuis sa création en 1983 le plus vaste domaine skiable du Kosovo. Toutefois, en 2008, seule une partie des remontées mécaniques fonctionnait et les coupures d'électricité à répétition perturbaient l'exploitation de la station.
Une procédure de privatisation de la station était en cours début de 2008, dans le but notamment d'attirer les investisseurs nécessaires à la modernisation de la station.

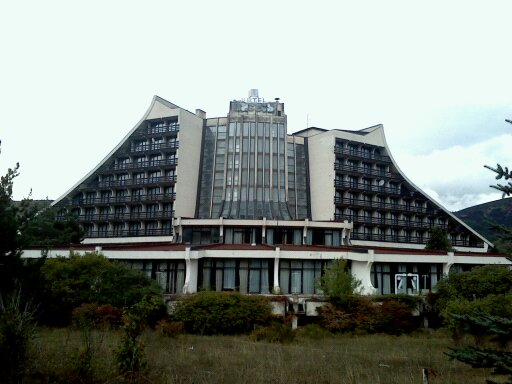
L'hôtel Narcis à Brezovica/Brezovicë

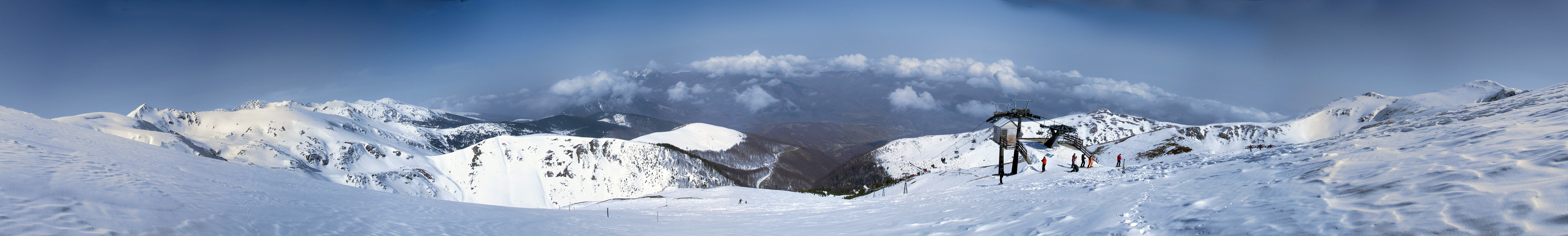
Vue du domaine skiable

## Démographie

### Évolution historique de la population dans la localité
| 1948 | 1953 | 1961 | 1971 | 1981 | 1991 | 2011 |
| ---- | ---- | ---- | ---- | ---- | ---- | ---- |
| -    | -    | -    | -    | 328  | 345  | 68   |

|  |

### Répartition de la population par nationalités (2011)
En 2011, les Serbes représentaient 64,71 % de la population et les Albanais 33,82 %.